# Harold LeVander

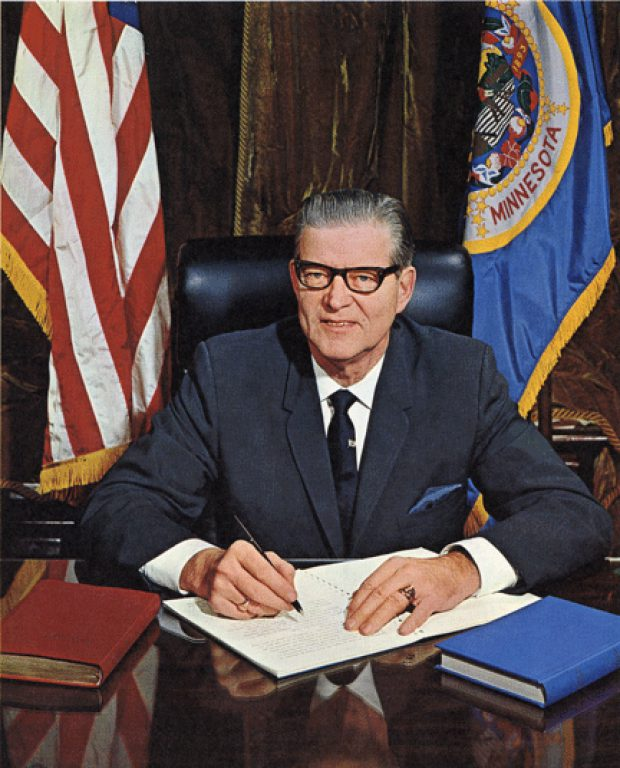
Harold LeVander, 1967

Karl Harold Phillip LeVander (* 10. Oktober 1910 in Swede Home, Polk County, Nebraska; † 30. März 1992 in Saint Paul, Minnesota) war ein US-amerikanischer Rechtsanwalt und Politiker der Republikanischen Partei. Von 1967 bis 1971 war er Gouverneur des Bundesstaates Minnesota.
Harold LeVander wurde als Sohn schwedischer Einwanderer in Nebraska geboren und absolvierte in Minnesota die Highschool. Anschließend begann er am Gustavus Adolphus College ein Studium der Rechtswissenschaften. 1935 schloss er es an der University of Minnesota Law School mit dem Bachelor of Laws ab. Seitdem praktizierte er in Saint Paul als Rechtsanwalt in einer Kanzlei der Politiker Harold Stassen und Elmer Ryan (Stassen & Ryan); von 1935 bis 1939 arbeitete er zudem als stellvertretender Bezirksstaatsanwalt des Dakota County. Darüber hinaus lehrte LeVander mehrere Jahre lang Debattieren und Redekunst am Macalester College.
LeVander war bis zu seiner Nominierung durch die Republican State Convention nicht in der Politik tätig. Dennoch konnte er sich in der Gouverneurswahl 1966 deutlich gegen den demokratischen Amtsinhaber Karl Rolvaag durchsetzen. Am 2. Januar 1967 wurde er zum 32. Gouverneur des US-Bundesstaates ernannt. Als LeVanders Verdienste gelten die Förderung des Bildungswesen und der Regionalentwicklung. So führte er den Metropolitan Council ein, eine Regionalregierung für die Twin Cities, aber auch die Pollution Control Agency und die in den Vereinigten Staaten erste Behörde für Menschenrechte entstanden auf seine Initiative. Kurz vor den Wahlen 1970 erklärte er überraschend, dass er nicht für eine zweite Amtszeit kandidieren werde. Stattdessen führte er die Tätigkeit als Rechtsanwalt in der  Kanzlei, dessen Teilhaber er inzwischen geworden war, fort. Später wurde er darüber hinaus in der Geschäftsführung verschiedener Unternehmen berufen.
1992 verstarb LeVander in einem Krankenhaus in Saint Paul an den Folgen der Parkinson-Krankheit. Er hinterließ eine Frau und drei Kinder.